# Păianjen
Păianjenii (latină Araneae) reprezintă cel mai numeros ordin de arahnide, numărul speciilor descrise depășind 40 000. În prezent, păianjenii se întâlnesc pe toate continentele, cu excepția Antarctidei. Ei preferă să trăiască în regiunile tropicale, păduri, peșteri, în regiunile alpine, de stepă, localitățile umane, chiar și în bazinele acvatice (fam. Cybaeidae). Cea mai notabilă deosebire de alte animale constituie construcția plasei din mătase. Dimensiunile păianjenilor diferă: cel mai mic este Patu digua de 0,37 mm, iar cel mai mare – Theraphosa blondi – 90 mm, inclusiv picioarele – 250 mm.

## Etimologie
Denumirea comună a grupului de păianjeni provine din limba slavă veche pajončina (cu sensul de păianjen), fiind diminutiv al lui paǫkъ - originar, probabil, din limba proto-slavică: *pa-+‎*ǫkъ - „cârlig” (proto-indo-european: *h₂enk - „cârlig”). 
Numele științific al ordinului este originar din limba latină arānea - „păianjen”, care ar fi provenit din limba greacă veche ἀράχνη (arákhnē) - cu același sens de „păianjen” (proto-indo-european: *araksna - „păianjen”).

## Morfologie externă

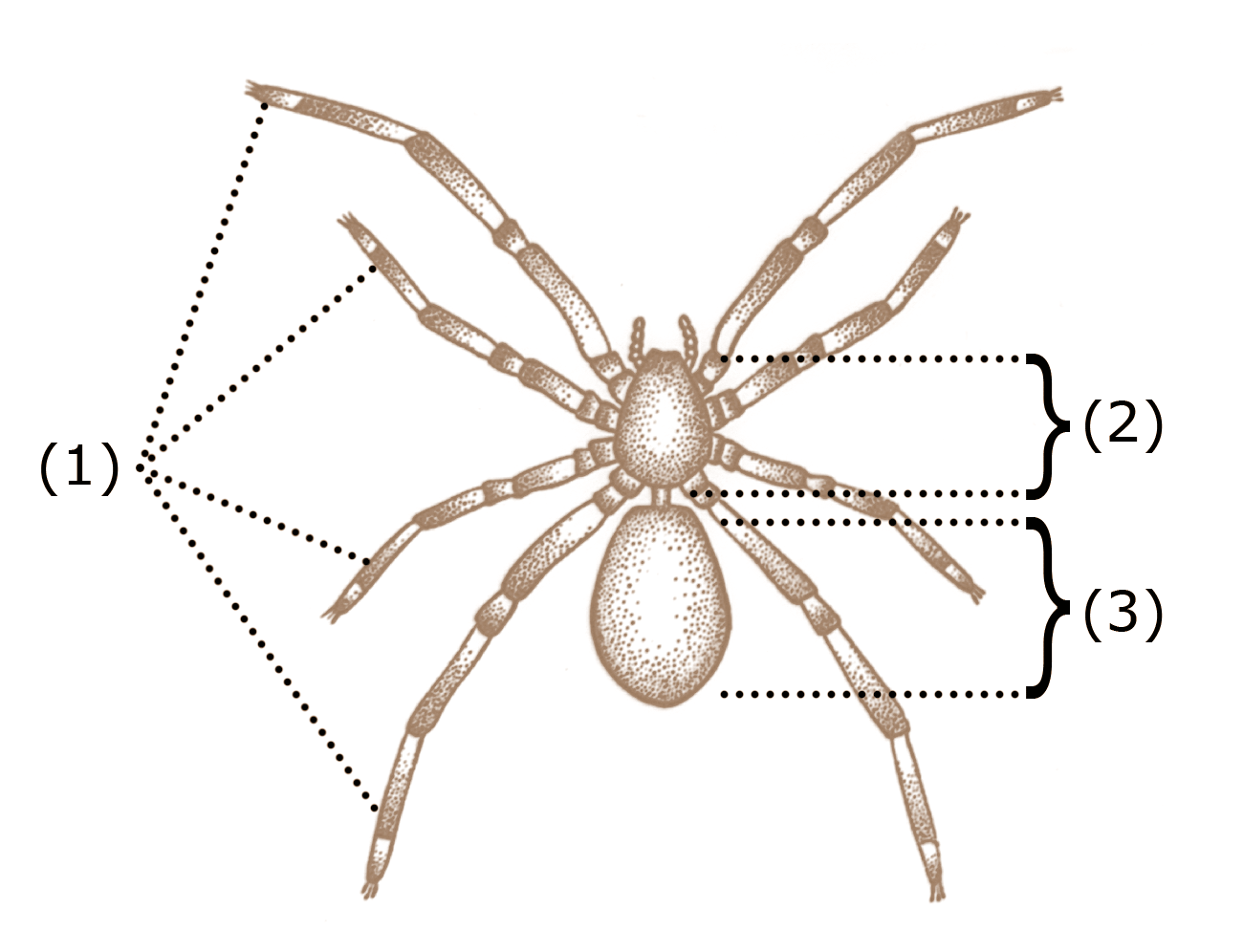
Morfologia externă:
(1) membre locomotoare
(2) cefalotorace (prosomă)
(3) abdomen (opistosomă)

Morfologia și anatomia păianjenilor include multe caracteristici în comun cu alte arahnide. Corpul este împărțit în două regiuni, au opt picioare articulate, chelicere, pedialpi, dar aripile și antenele lipsesc. 

Păianjenii posedă, de asemenea, mai multe trăsături care ii disting de alte arahnide. Toți păianjenii sunt capabili să producă mătase de diferite tipuri, utilizată pentru vânat. Chelicerele celor mai multor specii conțin glande veninoase, iar veninul elaborat de ele este injectat în pradă sau inamic. Pedipalpii masculilor sunt specializaț în transferul spermei la femele în timpul împerecherii . Multe specii de păianjeni prezintă dimorfism sexual, caracterizat prin deosebirile de dimensiuni și puta. Corpul este acoperit de o cuticulă ce îndeplinește rolul de exoschelet și protejează păianjenul de deshidratare.
Păianjenii, spre deosebire de insecte, au corpul divizat doar în două regiuni: prosomă (numită și cefalotorace, corespunde regiunilor cefalice și toracice) și opistosomă (numită și abdomen). Dar sunt și excepții, păianjenii din familia Archaeidae prezintă prosoma împărțită în două părți unite printr-un gât alungit. Cu excepția câtorva specii din familia Liphistiidae (numiți păianjeni segmentați), opistosoma nu este segmentată. Prosoma și opistosoma sunt conectate printr-un pețiol (sau pedicel), formațiune ce sporește mobilitatea corpului .

### Prosoma

Articolele unui picior
1 - coxă
2 - trocanter
3 - femur
4 - patelă
5 - tibie
6 - metatars
7 - tars
8 - gheare

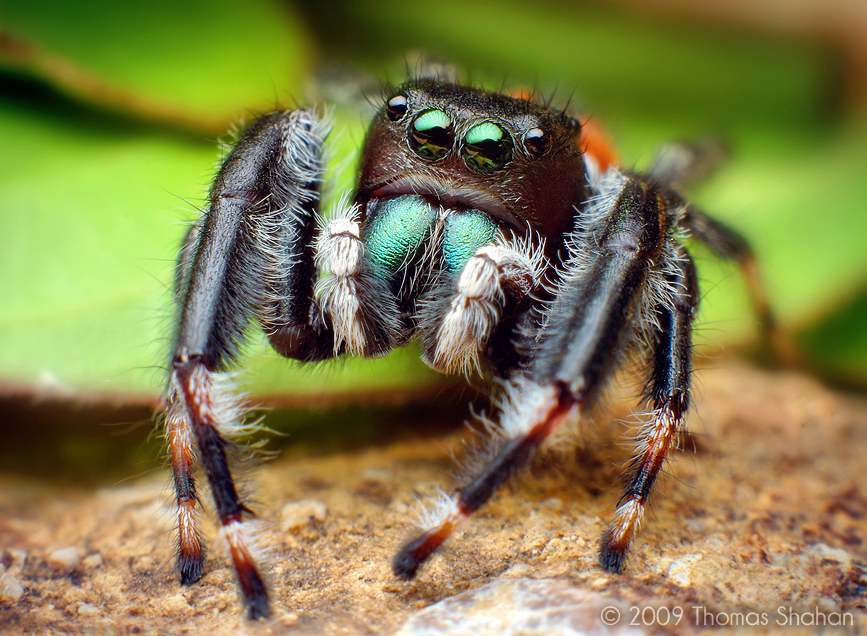
Chelicerele cu luciu metalic la păianjeni săritori

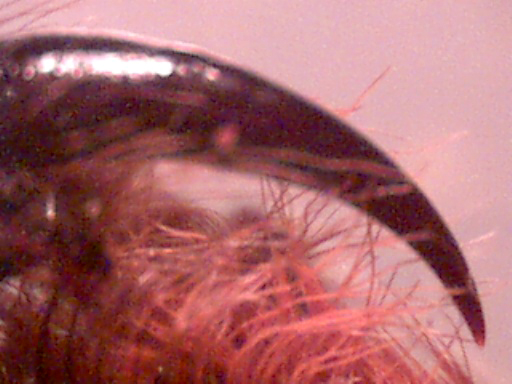
Colțul unui chelicer

Prosoma este alcătuită din două părți: un scut dorsal (carapacea) și două plăci sternale ventrale. Ea are formă ovoidală, purtând anterior mai multe perechi de oceli (ochi simpli), orificiul bucal, chelicere, pedipalpi și lateral 4 perechi de membre locomotoare. Scutul dorsal reprezintă cuticulă puternic chitinizată. Ventral, placa sternală mică are rol de buză inferioară, iar placa sternală mare este înconjurată de coxele membrelor locomotoare. Ei nu au maxilare, de aceea articolele bazale ale chelicerelor, pedipalpilor și primei perechi de picioare formează atriul bucal, cu funcție de fărâmițarea hranei.

Chelicerele, formate din 2 articole, sunt situate preoral. Ultimul articol este mobil și are forma unei gheare. La păianjenii migalomorfi în chelicere sunt situate glandele veninoase ce se deschid în vârful ghearei. La cei araneomorfi glanda veninoasă se află în prosomă, iar chelicerele sunt străbătute de canalele acestor glande.

Pedipalpii sunt scurți, au funcție tactilă, fiind alcătuiți din 6 articole: coxa, trocanter, femur, patelă, tibia și tars. La masculi pedipalpii au și rolul de organ copulator. La nivelul tarsului pedipalpii posedă un bulb genital prelungit de un stil. În interior se află un tub seminifer ce se deschide la capătul stilului. La unii păianjeni suprafața pedipalpilor este acoperită cu perișori tactili, numiți trihobotrii.

Membrele locomotoare (picioarele sau apendice) sunt formate din 7 articole: coxa, trocanter, femur, patelă, tibia, bazitars și tars. Lungimea și grosimea lor variază în funcție de modul de viață. Astfel, la reprezentanții familie Salticidae picioarele sunt scurte și puternice, adaptate la executarea săriturilor. La tarantule picioarele sunt lungi și puternice, adaptate la alergat. La păianjenii țesători picioarele sunt subțiri și tarsul are aspectul a două gheare pectinate și una în formă de clește de tip carabinieră, fiind utilizate la construcția pânzei.

### Opistosoma
este de regulă voluminoasă, mai mare sau egală ca dimensiuni cu prosoma. La majoritatea speciilor ea este nesegmentată, dar la cei din subordinul Mesothelae este alcătuită din 5 segmente. Dorsal, segmentele opistomale sunt acoperite de câte un tergit – placă dură, chitinizată. Posterior, pe partea ventrală se deschide orificiul rectal. Anterior față de acesta se găsesc organele filiere. La speciile mezotelide organele filiere sunt situate median. În partea anterioara a opistosomei, median, se deschide orificiul genital, situat într-un șanț epigastric și protejat la femele de o placă cuticulară denumită epigină. Lateral față de orificiul genital se află cele două stigme pulmonare. De regulă, există trei perechi de organe filiere, însă numărul, ca și forma lor variază. Organele filiere sunt în legătură cu glandele sericigene opistomale care produc firul de mătase. Firele de mătase ce ies prin aceste orificii sunt împletite cu ajutorul ghearelor pectinate ale picioarelor, alcătuind firul de mătase cu care păianjenul construiește plasa. Organele filiere sunt mobile și pot fi îndreptate în direcția necesară în timpul țeserii pânzei, construcției coconilor etc.

### Organele filiere
Opistosoma nu are membre sau alte anexe, cu excepția organelor filiere, pe care sunt situați orificiile glandelor sericigene. Numărul acestor organe variază de la 3 la 4. La păianjenii din subordinul Mesothelae sunt doar două tipuri de glande sericigene situate median. Restul păianjenilor au glande sericigene situate în partea posterioară a opistosomei. Unii păianjeni din subordinul Araneomorphae prezintă și cribellum – placă turtită specializată în țesutul mătăsii.

### Locomoția
Deși toate artropodele folosesc mușchii atașați de interiorul exoscheletul pentru a se deplasa, păianjenii utilizează presiunea hidraulică. Datorită presiunii picioarele se extind și se contractă cu ajutorul unor mușchi aductori. Ca rezultat picioarele unui păianjen mort nu se pot extinde și se ghemuiesc. În timpul mișcării presiunea internă din picioare se mărește de 8 ori, în comparație cu nivelul presiunii când păianjenul se află în repaus. Presiunea arterială a picioarelor este cu succes utilizată de către păianjenii săritori. În a treia și a patra pereche a picioarelor are loc creșterea bruscă a presiunii, de aceea acești păianjeni pot executa sărituri la distanțe de 50 de ori mai mari decât lungimea corpului. 

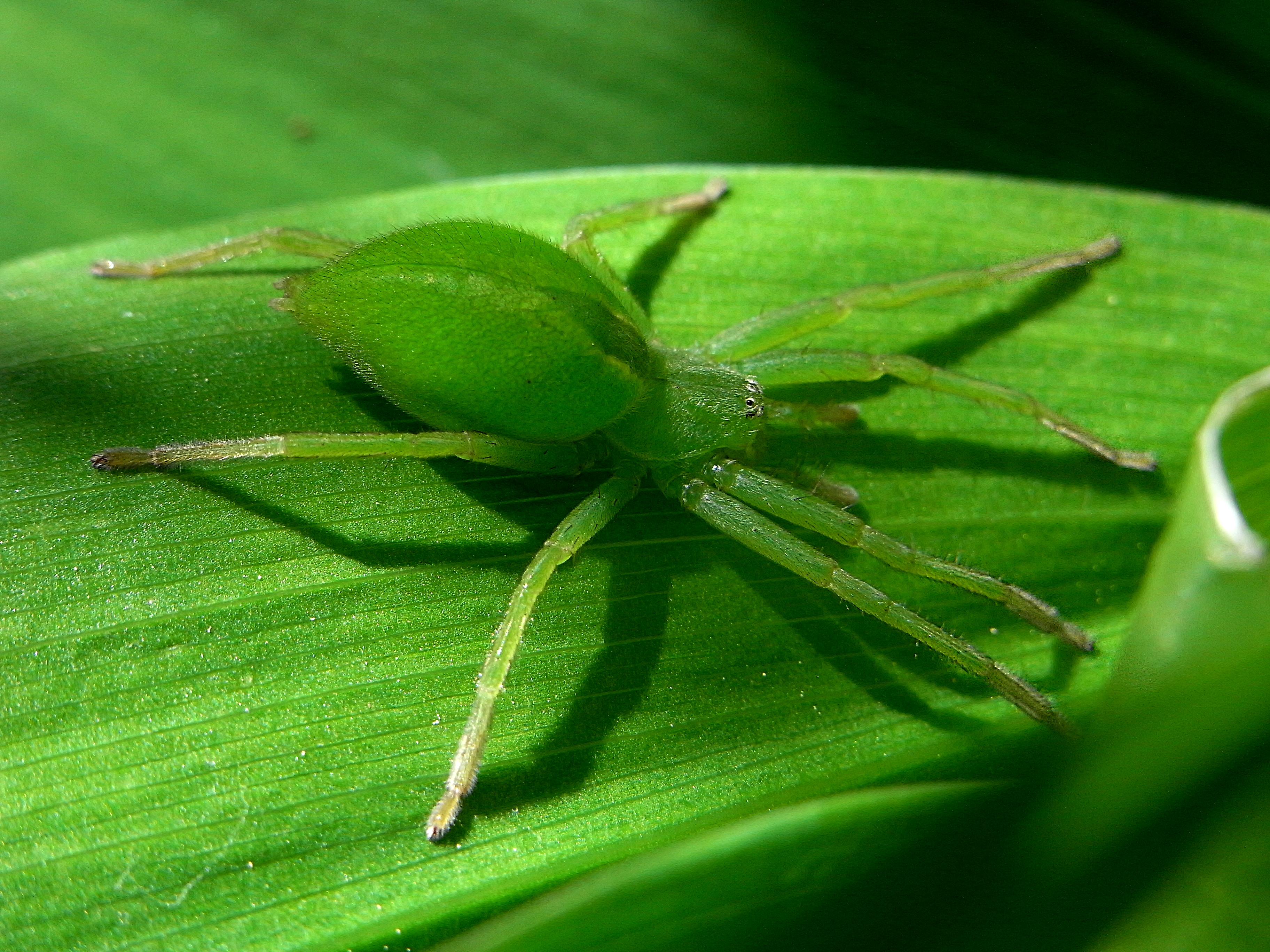
Micrommata virescens

Majoritatea păianjenilor care vânează în mod activ, și nu construiesc pânze, au smocuri dense de păr fin între ghearele din vârful picioarelor lor. Aceste smocuri, cunoscute sub numele de scopulae, se ramifică în peste 1000 de fire și mai subțiri. Această le permite să se urce pe suprafețe verticale și plane, sau chiar pe plafon. Se pare că aderența scopulelor provine de la contactul lor cu straturi extrem de subțiri de apă de pe suprafețele obiectelor.

### Colorația
Păianjenii au numai trei tipuri de pigmenți: ommochrom, bilină și guanină. La unele specii cuticula se formează prin compresare. În rezultat cuticula devine maro, brună sau cafenie. Bilinile dau o nuanță verde (Micrommata virescens). Guanina este responsabilă de culoarea albă, (Păianjenul cu cruce). Deși este un metabolit (produs al excreției), multe specii au celule specializate – guanocite – în care se depozitează guanina. Culoarea păianjenilor este redată și de refracția sau reflecția luminii. Astfel, culoarea albă a prosomei la reprezentanții genului Argiope este rezultatul reflecției luminei de către perișori de pe corp.

## Anatomie

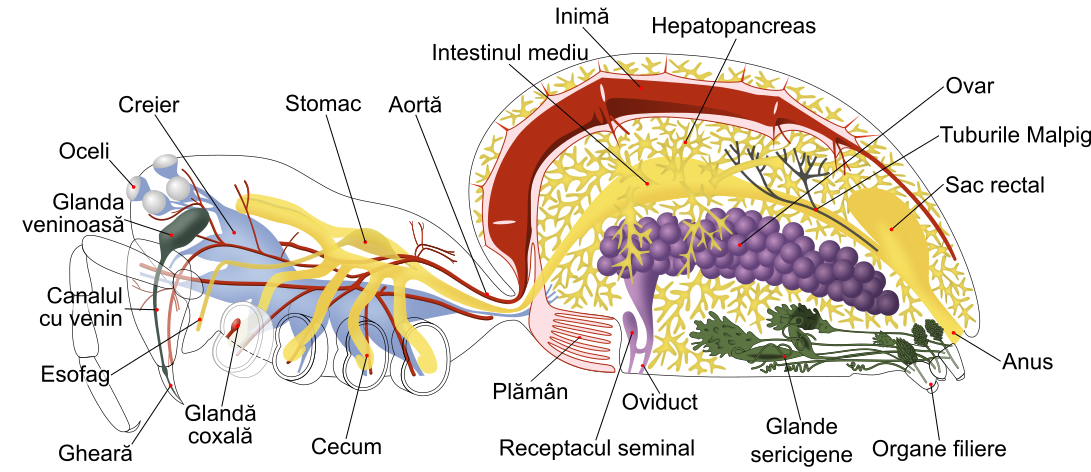

### Sistemul nervos și organele de simț

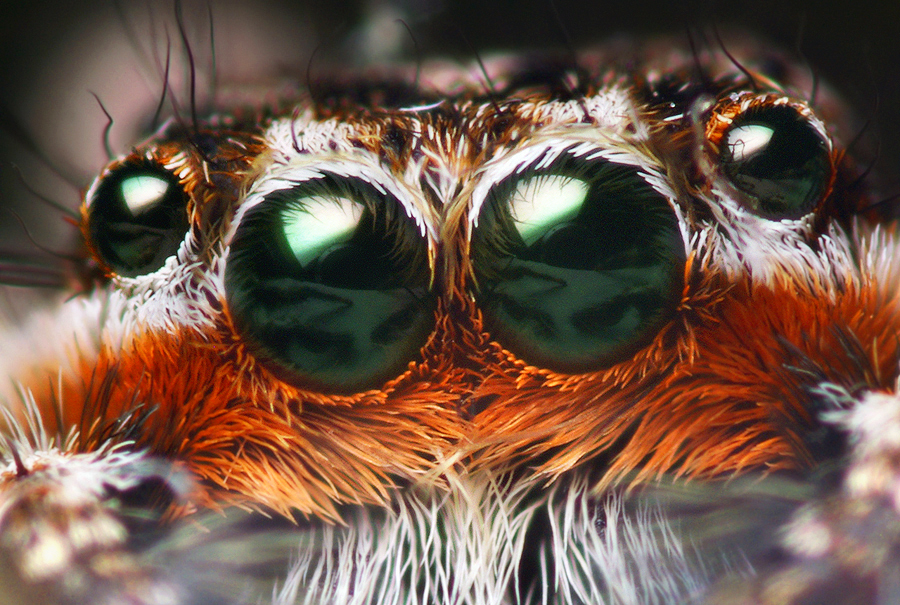
Ochii la Salticidae

Sistemul nervos la arahnide este de tip ganglionar, însă la păianjeni el este concentrat, lanțul ganglionar opistomal (abdominal) lipsește. Astfel, sistemul nervos este reprezentat de creier și de o masă ganglionara masivă, situată ventral la nivelul prosomei, sub esofag. Creierul și masa ganglionară sunt conectați prin nervi laterali formând un inel în jurul esofagului. De la aceste formațiuni nervoase pornesc nervi la membre și la organele interne din prosomă și opistosomă.
Creierul este alcătuit din 3 regiuni: cea anterioară se numește protocerebron și inervează ochii, cea posterioară – tritocerebron, inervează chelicerele. Deoarece antenele ca structuri senzoriale lipsesc, mult timp s-a crezut că la toate cheliceratele, printre care păianjenii, lipsește și deutocerebronul – regiunea a treia, intermediară –  care inervează antenele la alte tipuri de artropode. Dar studii recente de biologie moleculară au demonstrat că deuterocerebronul este înglobat în masa nervoasa craniană. Creierul reprezintă centrul de procesare a informațiilor provenite de la organele de simț și de comandă. Creierul păianjenilor este relativ foarte dezvoltat, ca să permită o adaptare ușoară la schimbările din habitatul lor. Ponderea creierului din volumul prosomei constituie 20 – 30 %. Unii arahnologi presupun că păianjenii pot învăța și au observat că ei își pot aminti locul unde au depozitat prada capturată. În caz că hrana va fi eliminată, păianjenul oricum o va căuta în același loc de ore. La păianjenii săritori din genul Portia s-a observat că ei sunt capabili să învețe din eșecurile anterioare și să elaboreze o nouă strategie de prindere a victimei.
Masa ganglionară subesofagiana inervează membrele locomotoare și organele interne din opistosomă. Aici, trebuie de remarcat că păianjenii mezotelizi posedă și câțiva ganglioni în opistosomă ce inervează doar organele interne.
Organele de simț ale păianjenilor sunt foarte diverse. Vederea este asigurată de câteva perechi de ochi simpli – oceli. La majoritatea araneelor numărul ocelilor este 8, dar la unele familii diferă. De exemplu, la Haplogynae sunt 6 oceli, Tetrablemma – 4 și Caponiidae – 2 oceli. Unele specii cavernicole sunt complet lipsite de văz. Ocelii păianjenilor sunt de două tipuri: convecși și cu tapet. Morfologic, ocelii sunt formați din cristalin, corp vitros și retină, ce comunică cu nervii optici. Ocelii au o poziție variabilă: de regulă există o pereche de oceli mediani, mai mari, și o serie de un grup sau două de oceli latero-anteriori. Ocelii mediani sunt adaptați la vederea diurnă, iar celelalte perechi sunt adaptate la vederea în întuneric. Păianjenii își recunosc semenii la distanța de 20 – 30 cm. La păianjenii de sol ca păianjenii lupi (Lycosidae), păianjenii râs (Oxyopidae), păianjenii săritori (Salticidae) vederea joacă un rol mai important în explorarea mediului înconjurător. La aceștia și ocelii mediani sunt mai mari. Unele studii au demonstrat că păianjenii săritori pot vedea în culori (un argument ar fi colorația vie și pestriță a masculilor prin care atrag femele). Pe când vederea păianjenilor țesători este slab dezvoltată deoarece la vânătoare ei se bazează pe perceperea vibrațiilor pânzei.
Simțul tactil este executat de perișorii tactili de suprafața corpului și trihobotrii. Trihobotriile reprezintă fire alungite amplasate în capsule speciale, ele recepționează vibrațiile și oscilațiile temperaturii aerului. Organele senzitive chimice și organele olfactive sun reprezentate de organele liriforme, orificii în cuticulă, înzestrate în interior cu prelungiri senzitive ale celulelor nervoase.
Păianjenii nu au urechi ca organe de percepție a undelor sonore. Pentru a detecta undele sonore, pe suprafața corpului sunt răspândiți perișori senzitivi care recepționează undele de presiunea din aer create de sunet. Astfel, păianjenii sunt capabili să localizeze proveniența și direcția sunetelor.

### Aparatul circulator
Aparatul circulator este de tip deschis și are ca parte principală o inima alungită, cilindrică și prevăzuta cu ostiole. Inima este învelită în pericard, fiind situată dorsal, în opistosomă. Anterior, hemolimfa este pompată în aorta anterioară care se ramifică în prosomă. Din aortă și artere hemolimfa ajunge în spațiile lacunare dintre organe și țesuturi. La acest nivel hemolimfa se deplasează în plămâni pentru a efectua schimbul gazos. Apoi, ea ajunge în pericard, de unde prin ostiole este pompată din nou în inimă. Numărul ostiolelor variază între 3 – 4. Inima posedă un centru nervos propriu, de aceea poate fi numită un organ semiautonom.
Hemolimfa reprezintă sângele păianjenilor, este de culoare albastru deschis sau transparentă. Pigmentul respirator, ce transportă oxigenul, este hemocianină. Spre deosebire de hemoglobină, moleculele de fier, de care se leagă oxigenul, sunt înlocuite cu molecule de cupru, de aici și culoarea specifică.

### Respirația

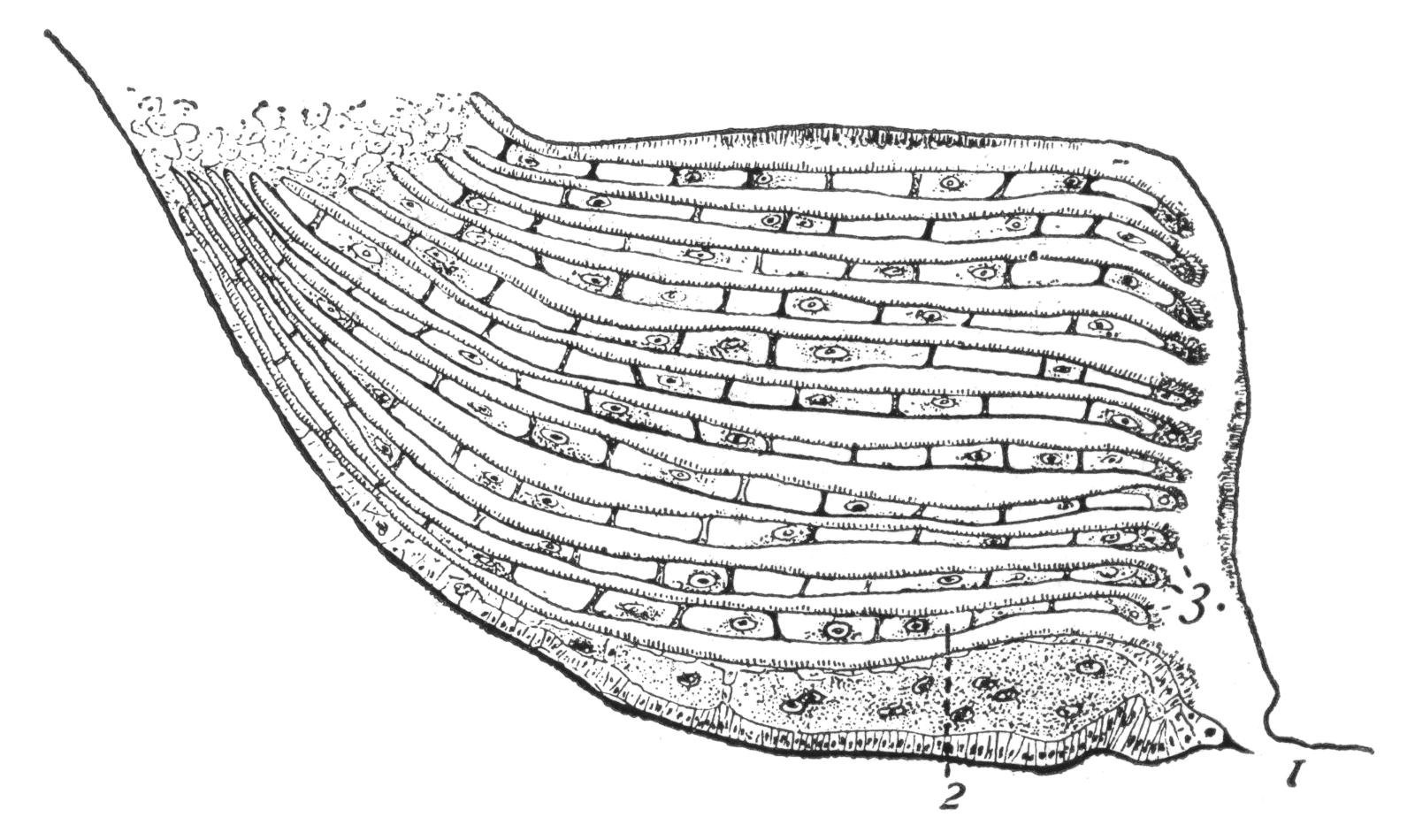
Plămân în secțiune sagitală

Păianjenii respiră prin plămâni (saci pulmonari) și prin trahei. Ambele sisteme sunt amplasate în opistosomă. Membrii subordinului Mesothelae, infraordinului Mygalomorphae și familiei Hypochilidae posedă două perechi de plămâni, una anterioară și altă posterioară. Iar, majoritatea păianjenilor araneomorfi respiră printr-o singură pereche de plămâni și una de trahee. Traheele sunt mai bine adaptate le deshidratare, reținând apa mai eficient. Dar se întâlnesc și păianjenii cu respirație exclusiv traheală – familia Caponiidae. Plămânii sunt puternic vascularizați, au o structură lamelară în care are loc schimbul de gaze dintre aer și hemolimfă. Traheele reprezintă tuburi ramificate care transportă oxigenul direct la organe și țesuturi, fără intermediul hemolimfei. Atât plămânii, cât și traheele se deschid în exterior prin stigme pulmonare și, respectiv, traheale. Stigmele pulmonare se află în partea ventrală anterioară și laterală a opistosomii. Traheele se unesc și se deschid doar printr-o singură stigmă situată în partea posterioară a opistosomii, aproape de organele filiere.

### Aparatul digestiv
Orificiul bucal se deschide anterior pe prosomă. El este înconjurat de buza superioară, de lamele laterale chitinizate ale pedipalpilor și placa sternală mică. Toate aceste structuri participă la fărâmițarea cuticulei prăzii. În orificiul bucal se deschid canalele glandelor salivare. Păianjenul injectează conținutul acestor glande în pradă paralizată anterior cu veninul cheliceral. Organele interne ale prăzii sub influența enzimelor încep să se descompună. Astfel, are loc digestia parțială și extrabucală. Apoi, păianjenul aspiră conținutul lichefiat al prăzii până nu rămâne doar cuticula. Orificiul bucal este urmat de un faringe musculos, cu funcție de aspirație a hranei. Tubul digestiv continuă cu un esofag îngust care străbate masa ganglionară și se deschide într-un stomac. Intestinul mediu formează invaginări lungi laterale în prosomă ce măresc suprafața de absorbție, numite cecuri (în total 5 perechi, ce pătrund la baza membrelor locomotoare). În regiunea opistosomei, intestinul prezintă diverticuli ramificați care formează, la rândul lor, hepatopancreasul. Hepatopancreas este o glandă digestivă cu rol dublu: de secreție a enzimelor și de absorbție a substanțelor nutritive. Ramificările hepatopancreasului ocupă o bună parte din volumul opistosomei. Intestinul mediu este urmat de un rect dilatat, în care se deschid tuburile lui Malpighi. Tubul digestiv se termină cu anusul.

### Excreția
Excreția se realizează, ca și la alte arahnide, în mai multe moduri. O parte a cataboliților sunt evacuați în exterior de către glandele coxale, ale căror orificii se deschid la baza primei perechi de picioare. Glandele coxale sunt formate din trei regiuni: un sac terminal, canal sub formă de labirint și vezică coxală, unde se află orificiul extern. Tuburile Malpighi, puternic ramificate și în număr de două sau patru, se deschid în rect. La nivelul prosomei (unde tuburile Malpighi nu ajung) excreția se realizează prin intermediul glandelor coxale. Principalul produs al excreției este guanina. Guanina posedă o solubilitate foarte mică și este eliminată din organism sub formă de cristale. În așa mod, pierderea umidității este minimală. De asemenea, o parte a cataboliților sunt folosiți de glandele sericigene în sinteza firelor de mătase; blocați în țesutul interstițial sau sub forma celulelor cu guanină, aflate în unele diverticule intestinale sub tegument. De regulă, aceste pete albicioase au forme caracteristice, cum este cazul la Araneus diadematus.

### Organele genitale
Organele sexuale, atât cele mascule cât și cele femele, sunt alcătuite dintr-o preche de gonade (testicule și ovare), continuate cu două gonoducte care se unesc ventral și care se deschid la exterior pe fața ventrală a opistosomei. Gonoductele masculilor se numesc spermiducte, iar cele a femelelor – oviducte. Deși sunt perechi, ovarele unor specii se contopesc formând o glandă integră. La femelele unor specii de păianjeni, de-o parte și de alta a orificiului genital se găsesc două orificii de împerechere, care se deschid în receptacule seminale, unde masculul depune produsele spermatice. Întregul aparat sexual este amplasat în opistosomă.

## Reproducere și dezvoltare

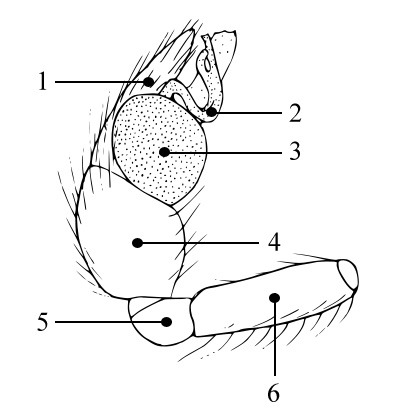
Structura pedipalpului la masculi
1. tars (cimbiu); 2. stil; 3. bulb; 4. tibie; 5. patelă; 6. femur

Păianjenii se reproduc sexual și sunt animale unisexuate, fecundația este internă. Dimorfismul sexual se manifestă prin colorație și dimensiuni. Masculii sunt mai mici și de culori mai variate. Împerecherea nu implică depunerea unui spermatofor sau copulație directă (precum la alte arahnide). Masculii transferă sperma cu ajutorul pedipalpilor. Pedipalpul posedă un bulb care inițial este introdus în orificiul sexual propriu al masculului. Apoi, bulbul umplut cu spermă este introdus în epiginul femel. Acest proces a fost descris pentru prima dată în anul 1678 de Martin Lister. În 1843 a fost relevat faptul că masculii țes o pânză specială în care este picăturată sperma care, la rândul său, este preluată de bulbul pedipalpilor. Structura aparatului copulator variază în mod semnificativ între masculii de specii diferite. În timp ce tarsului extins al pedipalpilor la Filistata hibernalis (Filistatidae) formează doar un fel sferă cu un duct spiralat orb, membrii genului Argiope au o structură extrem de complexă.

Când un mascul detectează semne de apropiere a unei femelă, el verifică dacă ea este din aceeași specie și dacă e pregătită să se împerecheze. 

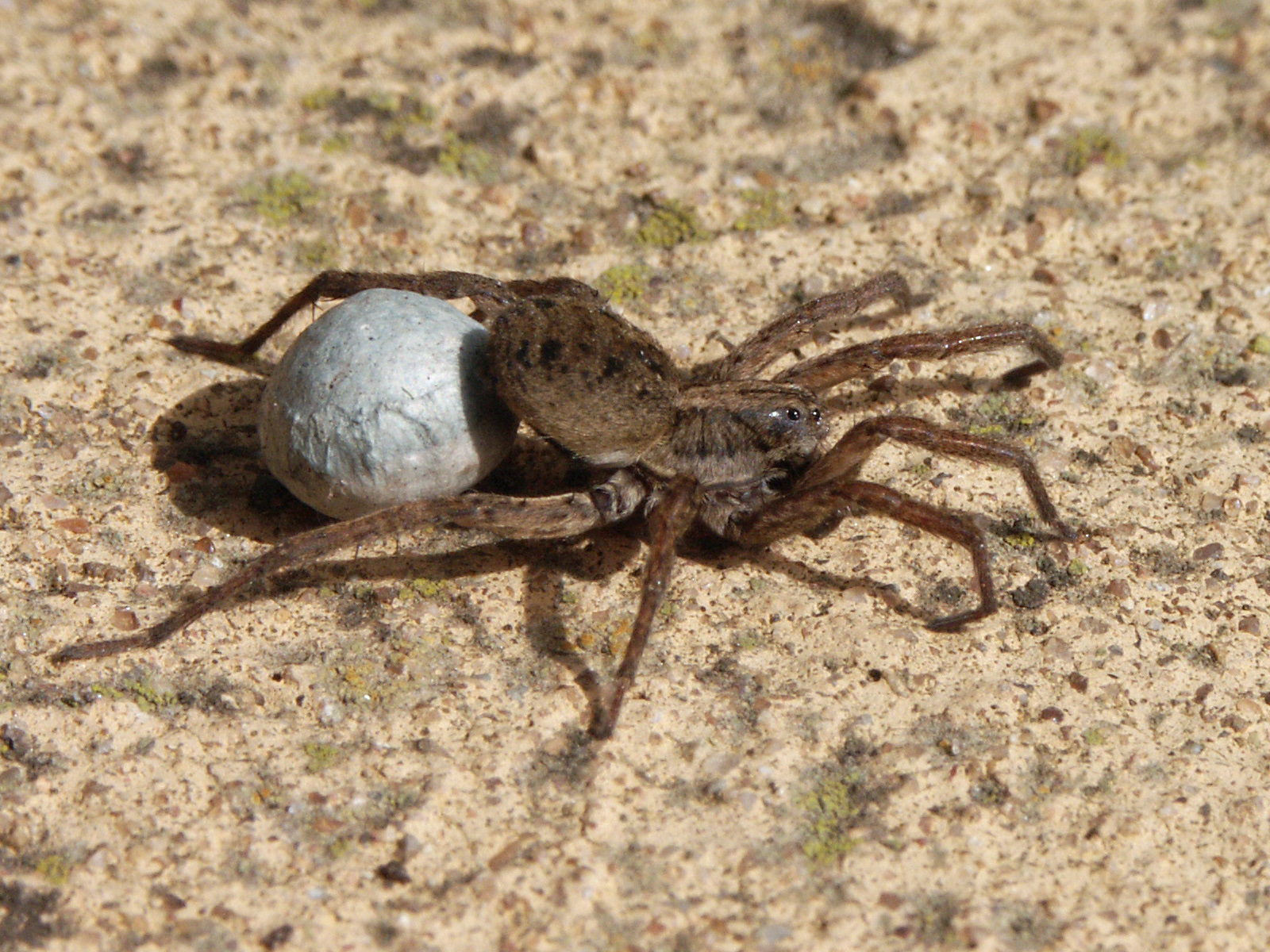
Femelă (Păianjen-lup) cu cocon

Masculii au ritualuri specifice de curtare pentru a preveni mâncarea lor de către femelă înainte de împerechere. Femelele, de obicei, sunt foarte agresive, dar în aceste momente ele devin loiale și calme. Între păianjeni foarte des se întâlnește canibalism sexual. De aceea, imediat după acuplare masculii părăsesc femela, însă nu toți sunt norocoși. De exemplu masculii din gen. Latrodectus (Văduva neagră) după acuplare, sunt mâncați de femelă. Masculii din diferite specii au metodă proprie de a „cuceri” femela. Majoritatea masculilor posedă feromoni, datorită lor ei „seduc” femela. Pentru masculii păianjenilor țesători o importanță au vibrațiile precise al pânzei produse de aceștia, deoarece un pas făcut din greșeală și femela poate confunda mirele cu prada. Masculii păianjenilor vagabonzi, vânători activi, ating într-o anumită manieră corpul femelei, astfel ei o seduc. Masculii din familia Salticidae sunt renumiți pentru dansurile nupțiale, cu care ei cuceresc admirația femelelor. Păianjenii din familia Pisauridae oferă un cadou (insectă înfășurată în mătase) femelei pentru a o hrăni prevenind consumul lor.

Masculii din genul Tidarren amputeze unul din pedipalpi înainte de maturizarea și trăiesc în continuare doar cu unul. Se presupune că disecarea unui pedipalp, ambii constituind 20% din masa corpului masculin din această specie, îmbunătățește mobilitatea individului în fața pericolului. La specia Tidarren argo, s-a observat că pedipalpul rămăsese blocat în epiginul femelei. Padipalpul, separat pentru aproximativ patru ore, continuă să funcționeze independent (să transfere sperma). Între timp, femela se hrănește cu masculul. 
Femelele sunt capabile să depună  până la 3.000 de ouă într-unul sau mai mulți saci de mătase, numiți coconi, care mențin umiditatea relativă constantă. În unele specii femelele mor după aceea, iar altele protejează coconii prin atașarea lor de pânză, ascunderea în cuiburi sau le anexează de diferite părți ale corpului.
Tinerii păianjeni după formă sunt similari părinților. Ei trec prin câteva stadii de dezvoltare larvă, nimfă. Ca și altor artropode, păianjeni trebuie să năpârlească pentru a-și mări dimensiunile. Unii păianjeni îngrijesc de puii lor, de exemplu juvenilii din familia Lycosidae se agăța de părului de pe spatele mamei. Femelele unor specii aduce pradă puilor săi. Păianjeni trăiesc 1–20 ani (unele tarantule), masculii de obicei trăiesc un an.

## Etologie

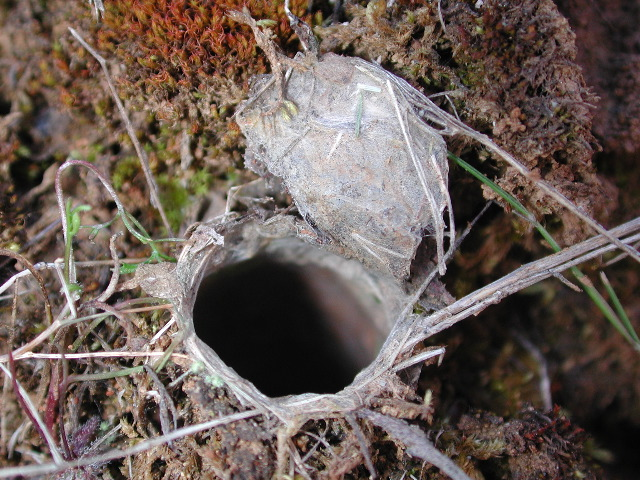
Vizuină cu "ușa" deschisă

Păianjenii populează biotopurile terestre, sunt și specii ce duc un mod de viață acvatic sau semiacvatic. Păianjenii care își țes  plasă duc un mod de viață sedentar. Majoritatea sunt carnivore, vânează diverse insecte. Pânzele sunt amplasate între ramuri, la intrarea în vizuină. După ce victima nimerește în pânză sau o atinge, păianjenul se repezește spre ea și o învelește cu fire de mătase. Ceilalți aleargă după pradă, o pândesc și apoi sar asupra ei.  Păianjenii își sapă vizuini în sol, unii construiesc pânză în formă de tub în care se adăpostesc. Unii construiesc cuiburi din rămășițe vegetale sau cu ajutorul firilor de mătase pentru fixarea și răsucirea frunzelor în formă de tub sau con.

### Modul de viață neprădător
Deși păianjenii sunt în general considerați ca carnivori, păianjenul săritor Bagheera kiplingi este unic prin faptul că are o dietă în proporție de peste 90% erbivoră, trăind în simbioză cu furnicile.

Juvenilii unor păianjeni din familiile Anyphaenidae, Corinnidae, Clubionidae, Thomisidae și Salticidae consum uneori nectarul plantelor. Studiile de laborator arată că fac acest lucru în mod deliberat și pe perioade lungi. Acești păianjeni preferă soluții de zahăr în apă simplă, care indică faptul că ei sunt în căutarea nutrienților. Deoarece multe specii sunt nocturne, numărul păianjenilor ce se hrănesc cu nectar ar putea fi subestimat. În afară de glucide, nectarul conține aminoacizi, lipide, vitamine și minerale, unele studii indică că păianjenii trăiesc mai mult atunci când nectarul este prezent în dietă. Nutriția cu nectar nu supune păianjenul unor riscuri precum luptele, nu necesită producerea veninului și enzimelor digestive. 

Diverse specii sunt cunoscute pentru consumul unor artropode moarte, mătase pânzei, precum și propriile cuticule năpârlite. Polen alipit de firele pânzei este, de asemenea, consumat, iar păianjenii tineri au o șansă mai bună de supraviețuire dacă au posibilitatea de a mânca polen. În captivitate, mai multe specii de păianjeni sunt cunoscute hrănindu-se cu mici particule de banane, marmeladă, lapte, gălbenuș de ou.

### Metode de vânătoare
Cea mai bună metodă de capturarea prăzii cea a pânzelor lipicioase. Dispoziția spațială diversă a pânzelor permite anumitor specii de păianjen să prindă insecte diferite în aceeași zonă. De exemplu, cu ajutorul pânzelor orizontale se prind insecte săritoare sau care zboară printre vegetație scundă, cu ajutorul celor verticale insecte cu zbor orizontal. Păianjeni ce construiesc plase au vedere slabă, dar sunt extrem de sensibile la vibrații firelor pânzei.

Păianjenul de apă, Argyroneta aquatica, construiește din mătase clopote submarine, umplute cu aer. Aici el consumă prada, năpârlește, are loc împerecherea și creșterea puilor. Își petrece aproape întreaga viață în cadrul clopotului, părăsindu-l pentru a prinde prada, a se împerechea sau să ancoreze clopotul de plante. Păianjenii din genul Dolomedes populează apele stătătoare sau lin curgătoare. Ei plutesc și vânează insecte la suprafața apei, bazinul având rolul pânzelor. 

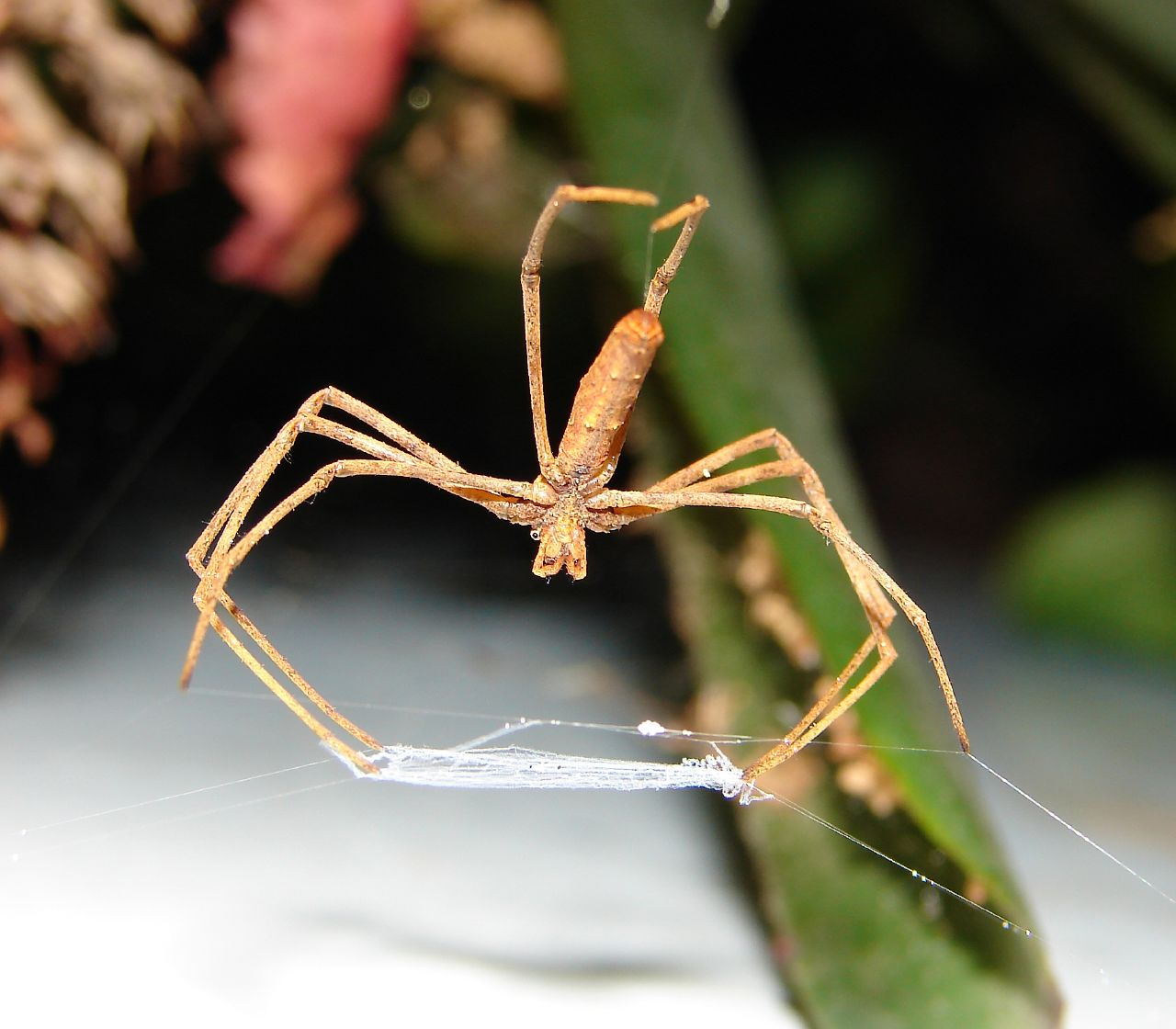
Metodă de vânătoare a familiei Deinopidae

Unii păianjen țes pânze mici, care apoi sunt manipulate. Cei din genul Hyptiotes și familia Theridiosomatidae întinde pânze și când victima le atinge pânzele sunt eliberate acoperind insecta. Cei din familia Deinopidae țin pânza între primele două perechi de picioare. Când prada se apropie ei o întind și o aruncă peste victimă, aceasta rămânând imobilizată. 
 
Femelele mature din genul Mastophora construiesc pânze cu fire foarte rare cu aranjare trapezoidală. De aceste fire sunt agățate bile confecționate, la fel, din mătase, cu o suprafață umedă și adezivă. Bilele emit substanțe chimice, care se aseamănă cu feromonii moliilor. Deși suprafața activă, lipicioasă a pânzei este de 2 ori mai mică decât cea a altor păianjeni țesătorii, aceștia prind aproximativ aceeași masă de insecte. Păianjenii mânca bilele peste circa 30 minute de la construcția lor, dacă de acestea nu s-a lipit nicio insectă, apoi fac altele noi. Juvenilii și masculii adulți nu fabrică bile, însă emană feromoni, care atrag molii și le prind cu picioarele anterioare.  

Speciile din familiile Liphistiidae, Ctenizidae unele Theraphosidae, Lycosidae vânează prada din ambuscadă, așteptând victima lângă trapa de la intrare în vizuină. De la intrare pleacă numeroase fire de mătase ce înconjoară vizuina. Când insecta atinge firele, păianjenii sar repede din ascunziș și o mușc cu chelicere.

Sunt și alți păiajeni ce prind hrana din ambuscadă, păianjenii crabi datorită culorației corpului, asemănătoare florilor, vânează polinizatori ca albinele și fluturii.

Unii păianjeni săritori din genul Portia par să fie inteligenți, în modul de a atrage insectele în pânze lor. Studiile de laborator au demonstrat că speciile Portia instinctiv învață din erorile și succesele anterioare pentru a captura noi specii de insecte. Totuși, acest proces de învățare este lent.

Păianjenii se aseamănă cu furnicile au anumite adaptări pentru a copia cânt mai reușit forma corpului furnicilor și comportamentul lor. Opistosoma este îngustă și o talie falsă pentru a imita cele trei regiuni distincte a corpului furnicii. Prima pereche de picioare este ținută deasupra capului pentru a imite antenele, care lipsesc la păianjeni, ascunzând, astfel, faptul că ei au opt picioare, și nu șase. În jurul unei prechi de ochi anteriori se dezvoltă o pată neagră pentru a ascunde faptul că păianjenii au, în general, opt ochi simpli, în timp ce furnicile au doi ochi compuși. Masculii și femelele imit diferite specii de furnici, deoarece femela este cu mult mai mare decât masculul. Păianjenilor furnici le este caracteristic și comportamentul respectiv: dirijează prima pereche de picioare la fel antenelor, se deplasează în formă de zigzag, deși sunt săritori ei evite săriturile. De exemplu speciile din genul Synemosyna se plimb pe marginile exterioare ale frunzelor în același mod ca furnicile din genul Pseudomyrmex. Asemănarea cu furnicile protejează păianjenii de șopârle păsările sau alți păianjeni. Acești păianjeni se hrănesc cu furnicile din mușuroiul în care trăiesc sau cu afidele crescute de furnici.

### Apărare
Există dovezi puternice că colorația reprezintă un camuflaj de apărare, menit să protejeze păianjenul de la prădători, păsări și viespi parazitare, ambele având o vedere cromatică relativ bună. Acest fenomen se numește mimicrie, larg răspândit și la alte animale. Multe specii sunt colorate funcție de culoarea dominantă a mediului în care trăiesc. Altele au diferite dungi și pete, ce îngreunează observarea conturilor corpului. La câteva specii, cum ar fi păianjenul hawaiian zâmbitor, Theridion grallator, are mai multe scheme de colorație care fac recunoașterea speciei dificilă pentru prădători. Există și specii extrem de periculoase (cu mușcătură sau venin puternice) sau cu un gust respingător, nevânate de nimeni. 

Tarantulele posedă capacitatea de a aruncă în inamic cu perișori urzicători. Aceste perișori, cu baze fragile, au pe vârf ghimpi. Ghimpil provoca iritații intense, dar nu există nici o dovadă că acestea poartă substanțe toxice. 

Pentru a scăpa de viespele parazite, pânzele sunt țesute din fire mai aspre, oferind păianjenului timp să fugă, în timp ce viespea luptă cu obstacolele, iar păianjenul auriu, Carparachne aureoflava, se ascunde în dunele de nisip.

### Păianjeni sociali
Majoritatea păianjenilor sunt solitari, însă sunt și specii ce-și construiesc pânzele împreună. Câteva specii de păianjeni care construiesc pânze comune formând colonii au un comportament social, deși nu așa de complex ca la himenoptere. Anelosimus eximius (familie Theridiidae) pot locui în colonii cu până la 50 000 de indivizi. În general, speciile din genul Anelosimus au o tendință puternică spre sociabilitate, toate speciile americane cunoscute sunt sociale, iar cele din Madagascar manifestă o oarecare sociabilitate. Reprezentanții altor specii din aceeași familie dezvoltă independent și într-un mod diferit un comportament social, deși fac parte din același gen. De exemplu, Theridion nigroannulatum este singura specie socială din genul Theridion. Această specie formează colonii ce pot întruni câteva mii de indivizi, care cooperează în captura prăzii și depozitarea alimentelor. 

Alte specii de păianjeni sociali sunt: genul Philoponella (familia Uloboridae), Agelena consociata (familia Agelenidae), Mallos gregalis (familia Dictynidae) etc. Păianjenii sunt uneori nevoiți să să-și apere prada împotriva unor paraziți (cum ar fi păianjenii-hoți), și coloniile mai mari au mai mult succes în acestă direcție. Erbivorul Bagheera kiplingi trăiește în colonii mici, ajutându-se la protejarea ouălor și juvenililor. Chiar păianjeni de genul Latrodectus (care include speciile de Văduva neagră), vestiți datorită agresivitate și canibalism, construiesc în captivitate pânze comune.

## Pânza

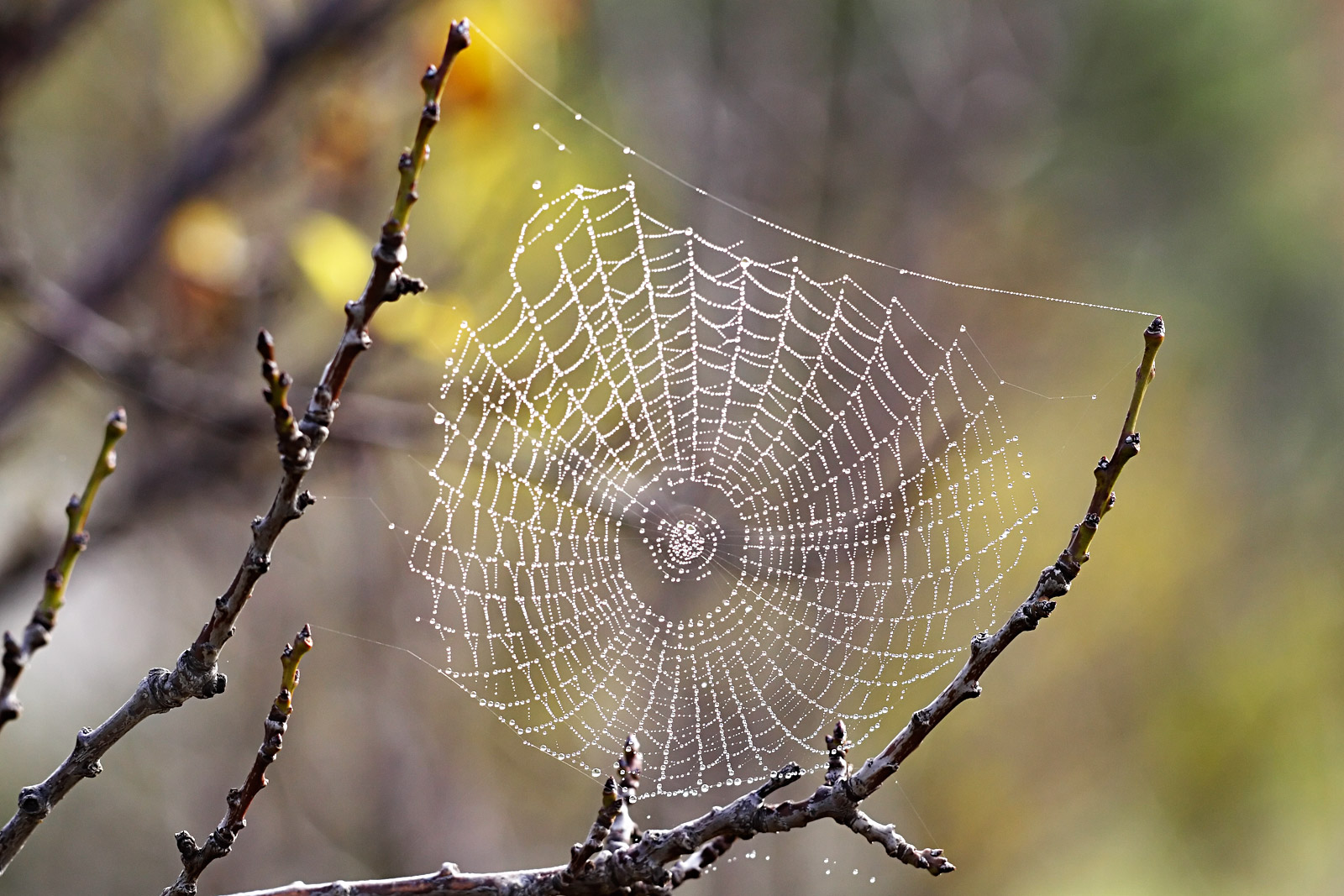
Pânză circulară

Nu există nicio legătură între clasificarea taxonomică a păianjenilor și tipurile de pânze pe care își construiesc sau compoziția chimică ale acestora. Speciile din aceleași genuri pot construi pânze similare sau diferite. Pânzele țesute din fire orientate „haotic” au primit foarte puțină atenție din partea arahnologilor, în ciuda faptului că ele sunt cele mai răspândite. Pânzele sferice, în special cele verticale, oferă posibilitatea de a prinde insectele care se află în zbor. Dar celelalte apără mai bine păianjenul de viespe.

### Producerea mătăsii
Păianjenii nu sunt unicele artropode ce produc mătase, dar doar ei o folosesc la vânătoare. Ei construiesc pânze sau întind fire de semnalizare. Totuși, chiar și speciile care nu țes pânze pentru vânat, utilizează mătasea în mai multe moduri: masculii o folosesc la transferul spermatozoizilor, femelele la construcția coconilor, ca o funie de siguranță pentru speciile săritoare, ca parașute de către juvenilii unor specii etc.
Mătasea este produsă de glandele sericigene localizate în parte ventrală a opistosomei (în număr de până la 1000). Canalele acestor glande se deschid prin orificiile organelor filiere. Organele filiere sunt formațiuni mobile, tronconice terminate cu o placă chitinizată prevăzută cu numeroși pori. Firele de mătase ce ies prin aceste orificii sunt împletite cu ajutorul ghiarelor pectinate ale picioarelor. Glandele sericigene secretă o substanță vâscoasă care se solidifică la ieșire din tub. Din punct de vedere chimic mătasea este compusă din: fibroină, alfa-alanină, acid glutamic, albumină și sericină. Se cunosc 6 tipuri de glande care produc diferite tipuri de mătase:
- glandula aggregata—sintetizează mătase lipicioasă;
- glandula ampulleceae—sintetizează fire pentru deplasare;
- glandula pyriformes—sintetizează fire pentru fixarea plasei;
- glandula aciniformes—sintetizează mătase pentru învelirea prăzii;
- glandula tubiliformes—sintetizează mătase pentru fabricarea coconilor pentru ouă;
- glandulae coronatae—sintetizează mătase lipicioasă.

Mătasea are o rezistență la forța de tracțiune similară nailonului și materialelor biologice, cum ar fi chitina, colagenul sau celuloza, dar spre deosebire este mult mai elastic. 

Unii păianjeni au un cribellum, care posedă aproape 40.000 de pori. Fiecare por produce o singură fibră foarte fină. Fibrele sunt trase de calamistrum, un set de pieptene de păr, situat în vârful cribellumului. Firele mai fine sunt împletite în jurul unor mai groase. Mătasea țesută cu ajutorul acestor structuri are un aspect pufos și nu este lipicioasă. Majoritatea speciilor sunt ecribellate.

### Pânza circulară

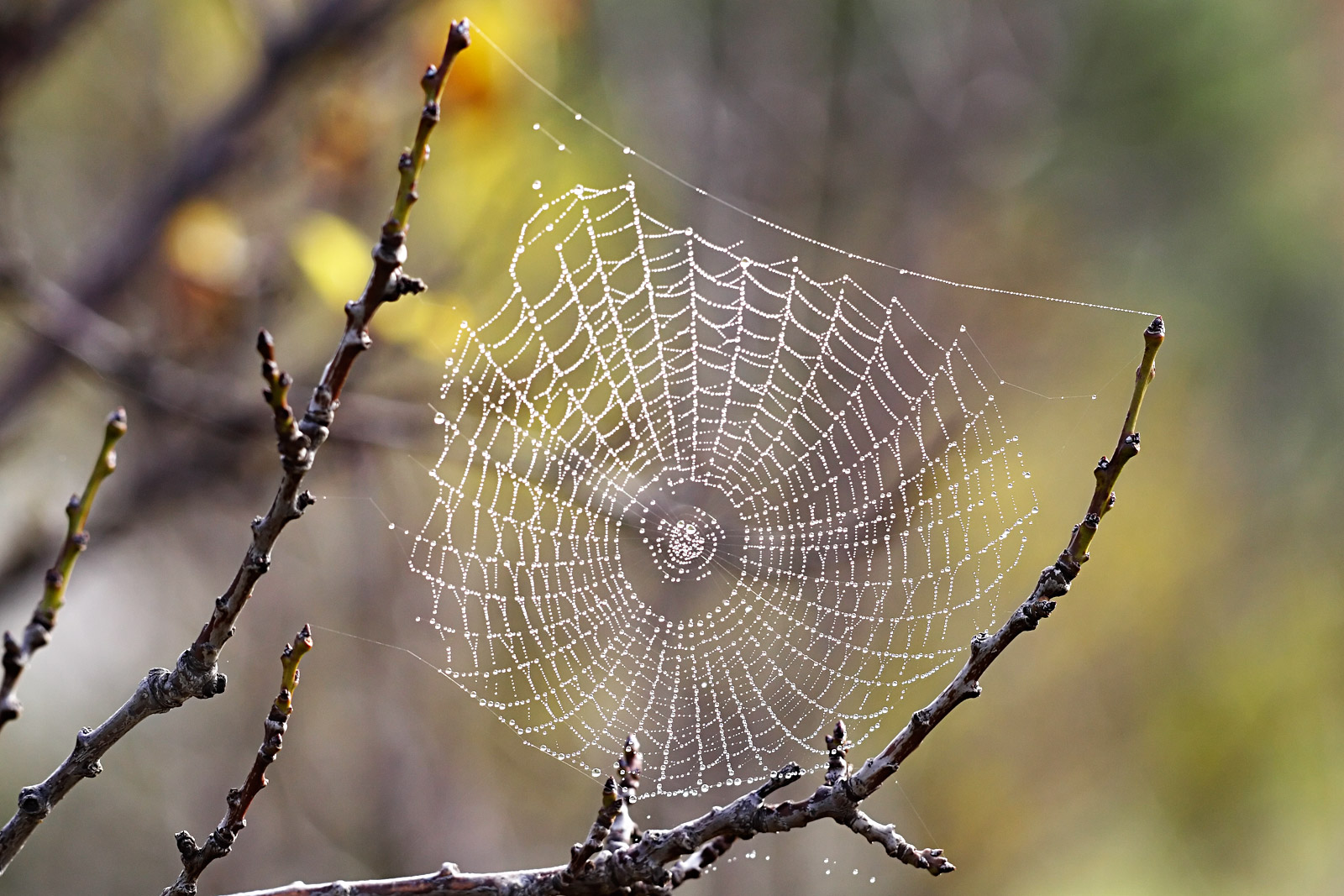
Pânza circulară (sferică)

Pânzele circulare (sferică) sunt construite din fire radiale, de care se fixează firele spirale. Firele radiale se fixează de obiectele din jur sau se țes alte fire trainice după perimetrul viitoarei pânzei. Aproximativ jumătate din numărul total de insecte nimerite în plasele circulare (numite și rotunde sau sferice) evadează. Pânza îndeplinește trei funcții: interceptarea prăzii (intersecția); absorbție impulsului prăzii fără să se rupă (oprirea) și încurcarea ei printre fire sau alipirea (reținerea). Nu există un anumit tip de pânză circulară care să permită calificarea ca cea mai bună. De exemplu, distanța dintre fire sporește suprafața pânzei și, prin urmare, capacitatea sa de a intercepta prada, dar reduce puterea de oprire și reținere. În caz că firele sunt dense se îmbunătățește forța de reținere, însă o astfel de pânză e mai ușor observată de insectă și, desigur că este ocolită, în special ziua. Cu toate acestea, nu există diferență între pânzele rotunde construite în timpul zilei și cele de noapte. Pânzele nu sunt adoptate pentru o anumită specie de victimă, astfel că fiecare pânză are capacitatea să prindă o gamă largă de insecte. 

Centrul pânzelor circulare, adică locul în care se unesc firele radiale, poate fi situat nu numaidecât în mijlocul pânzei. Uneori poate află deasupra, deoarece păianjenului îi este mai ușor să coboare decât să se ridice. Unele specii își fac loc pentru retragere, ce comunică cu restul pânzei printr-un fir de semnalizare. 

Pânzele circulare orizontale au o răspândire destul de largă, în ciuda faptului că sunt mai puțin eficiente la interceptarea și menținerea prăzii, și sunt mai vulnerabile la picăturile de ploaie sau la căderea unor obiecte, cum ar fi frunzele. Totuși acestea au și unele avantaje. Ele nu sunt, sau rareori, distruse de unele animale, au o vizibilitate redusă pentru insectele zburătoare, oscilațiile pe verticală, produse de curenții ascendenți ai aerului, permită prinderea insecte cu un zbor orizontal lent. Cu toate acestea nu există nicio explicație în utilizarea atât de largă a acestor tipuri de pânze circulare. 
În prezent se cunosc foarte multe feluri de pânze circulare, însă funcționalitatea lor rămâne necunosută.

### Pânza decorativă

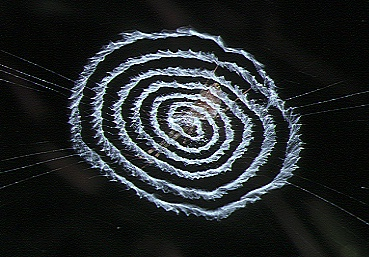
Pânză decorativă cu spirale (Octonoba yaeyamensis)

Pânzele circulare verticale prezintă uneori benzi vizibile de mătase, numite decorații sau stabiliment.  
Acest fel de pânze se întâlnesc la păianjenii din familiile Araneidae, Tetragnathidae și Uloboridae. Structurile decorative au diferit forme: linii încrucișate, discuri, spirale, cercuri, în forma unui X latin etc. 

Există controverse legate de funcția acestor structuri. Unii savanți presupun că decorațiunile, camuflându-l, oferă protecție păianjenului de păsări, viespi. O altă ipoteză este că formațiunile date atrag prada, insectele, prin reflectarea lumina ultravioletă. Cercetările de câmp au demonstrat că atrăgând insectele stabilimentul sporește numărul victimelor prinse în pânză. Un alt studiu a arătat că păianjenii reduc construirea acestor decorațiuni, dacă simt prezența prădătorilor. Sunt și alte ipoteza ce afirm că decorul participă la termoreglare, reprezintă un exces de mătase care este utilizată în așa fel sau nu are nicio funcție practică, având mai degrabă un rol estetic. Ipoteza cea mai nouă presupune că aceste structuri au un rol de stabilizare a pânzei în timpul vibrației intense. Unii cred prin decor femelele comunică masculilor că sunt gata de împerechere.

### Alte tipuri de pânze
Membrii familiei Theridiidae țes pânze încurcate. Firele din care sunt țesute astfel de pânze au o orientare spațială tridimensională. Ei au tendința de a reduce folosirea mătăsii lipicioase sau poate să lipsească total la unele specii. Construirea acestor pânze, spre deosebire de cele circulare, poate dura câteva zile.
Păianjenii din familia Linyphiidae țes pânze orizontale foarte dense și inegale. De la acest covor mătăsos se înalță câteva fire. Insectele lovindu-se de aceste firele cad, fără a înțelege ce a fost, pe pânza lipicioasă de jos.
Pânzele conice se întâlnesc la familiile Hexathelidae, Agelenidae. Ele reprezintă un tub pentru retragere care este înconjurat de mătase, în forma unei pâlnii.

### Curiozități

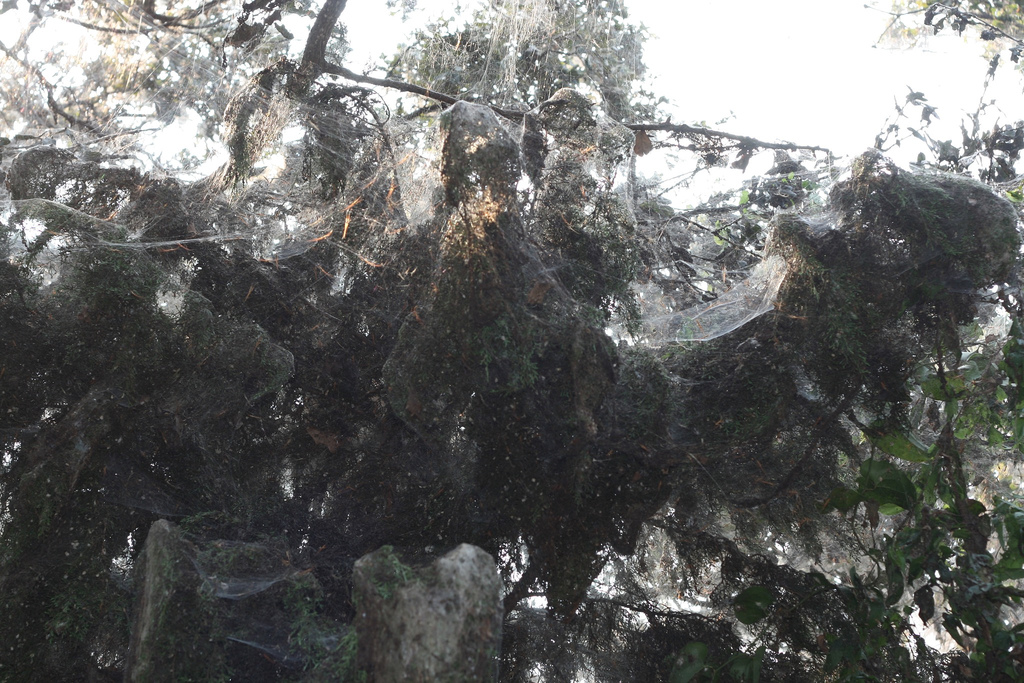
Plasa imensă din Tawakoni

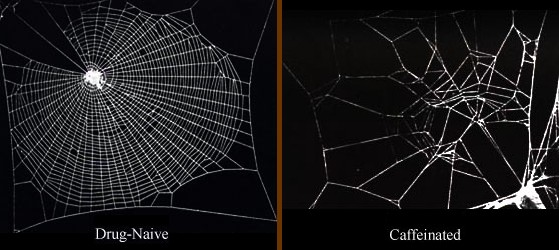
Plase țesute de păianjeni care au consumat anumite substanțe narcotice, inclusiv cofeină

Hrănirea păianjenilor cu anumite substanțe (LSD, cofeină) au efecte diferite asupra modul în care își țes pânzele, care devin  neregulate, au mai multe găuri și pierde din capacitatea lipicioasă.

În Texas, în Rezervația naturală Tawakoni (august 2007) s-a descoperit o plasă imensă (cu o suprafață de cca 180 de metri), produsă de o colonie de păianjeni sociali, fiind o capcană formidabilă pentru insecte. Datorită suprafeței, a crescut capacitatea de  supraviețuire a păianjenilor.

## Fosile

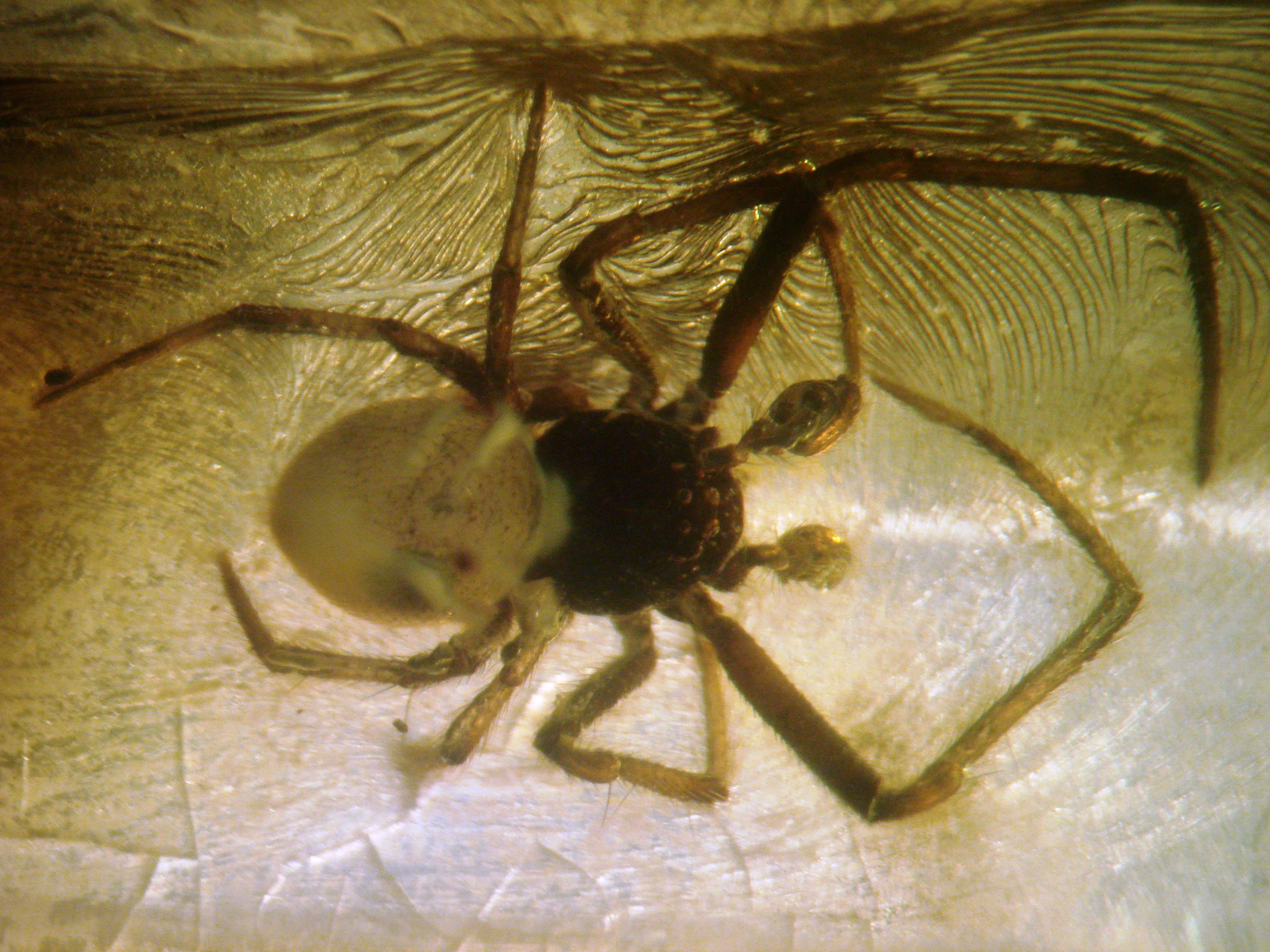
Păianjen fosil, găsit în chihlimbarul baltic

Deși numărul de fosile de păianjeni este considerat insuficient, totuși s-au descris aproape 1000 de specii dispărute. Deoarece cuticula păianjenilor, fiind relativ moale, practic greu se fosilizează, majoritate fosilelor au fost găsite conservate în chihlimbar. Cea mai veche fosilă datează din perioada Cretacicului timpuriu, 130 milioane de ani în urmă. În afară de conservarea detaliată a anatomiei, în chihlimbar s-au păstrat păianjeni în timpul împerecherii, uciderea prăzii, producerea mătăsiimătăsii, coconii cu ouă, chiar și îngrijind de tineri. Cea mai veche pânză descoperită până în prezent datează circa 100 de milioane de ani. Cele mai bine conservate fosile au fost descoperite în Germania, în depozitele sedimentare Lagerstätte. 

Majoritatea păianjenilor din Carbonifer au fost incluși în subordinul Mesothelae, un grup din care în prezent a rămas doar familia Liphistiidae. Paleothele montceauensis, care a trăit la sfârșitul Carboniferului, acum 299 milioane ani în urmă, a avut cinci organe filiere. Deși Permianul, 299 –  251 milioane ani în urmă, a foast bogat în insecte zburătoare, principala hrană a păianjenilor, există foarte puține fosile din această perioadă.

Unele fosile de păianjeni migalomorfi ce datează din Triasic par a fi membri ai familiei Hexathelidae, având organele filiere adaptate pentru construirea pânzelor conice, pentru a prinde insecte săritoare. Din numărul mare de fosile de păianjeni din infraordinului Araneomorphae, grup ce include majoritate păianjenilor moderni, cele mai vechi sunt din Jurasic și Cretacic, s-au găsit și reprezentanți ai multor familii moderne.

## Sistematica

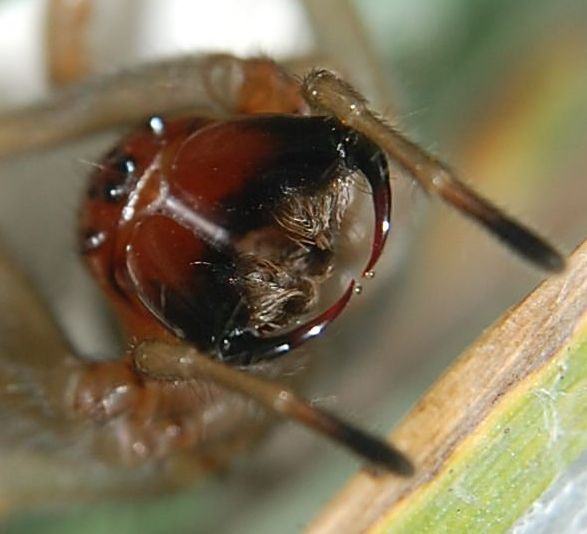
Chelicerele la Araneomorphae

Păianjenii sunt împărțiți în două subordine: Mesothelae și Opisthothelae, din care cel din urmă conține două infraordine: Mygalomorphae și Araneomorphae. Principala deosebire dintre cele două subordine constă în faptul că la Mesothelae opistosoma este segmentată, iar la Opisthothelae opistosoma este nesegmentată. Criteriul principal în care a stat la baza împărțirii Opisthothelae în două infraordine a fost direcția chelicerelor, la Mygalomorphae sunt orientate anterior, iar la Araneomorphae – unul spre celălalt. Ei au și alte caracteristici specifice prezentate în tabelul de mai jos:

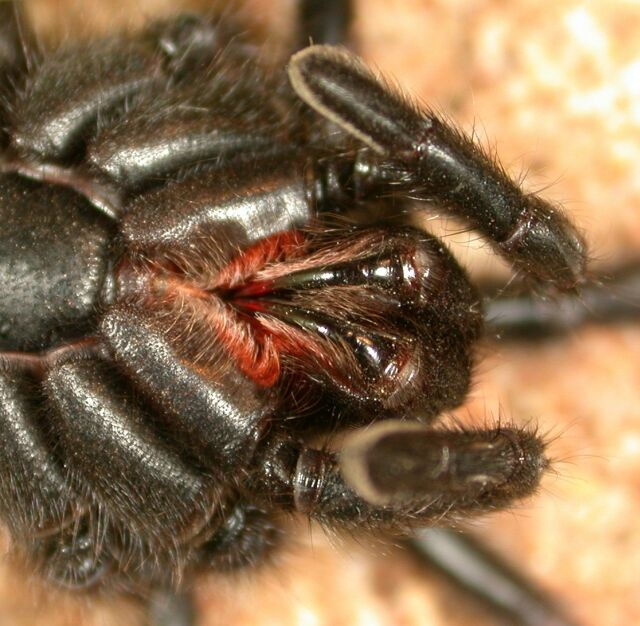
Chelicerele la Mygalomorphae

|                      | Diversitate | Diversitate | Diversitate | caracteristica | caracteristica         | caracteristica                                           |                                |
| Subordin/ Infraordin | Specii      | Genuri      | Familii     | Opistosoma     | Ganglioni opistosomali | Organele filiere                                         | Orientarea chelicerelor        |
| Mesothelae           | 87          | 5           | 1           | segmentată     | prezenți               | Patru perechi situate median                             | anterior și în jos (ortognate) |
| Mygalomorphae        | 2.643       | 320         | 15          | nesegmentată   | lipsesc                | 1 – 3 perechi situate în parte posterioară a opistosomei | anterior și în jos (ortognate) |
| Araneomorphae        | 38.523      | 3.452       | 93          | nesegmentată   | lipsesc                | 1 – 3 perechi situate în parte posterioară a opistosomei | unul spre altul (labidognate)  |

## Păianjenii și omul

### Mușcătura păianjenilor
În general, păianjenii nu sunt periculoși pentru oameni. Ei îi mușcă doar pentru a se apăra. Mușcătura lor nu este mortală, dar provoacă dureri. Totuși, din cauza veninului, mușcătura unor specii poate fi fatală. Speciile genurilor Loxosceles și Latrodectus sunt printre cei mai veninoși păianjeni araneomorfi. Ei sunt retrași și atacă oamenii doar când sunt amenințați. Speciile Atrax, unele din cele mai agresive din Australia, au cauzat moartea a 13 persoane. Un alt gen de păianjeni periculoși este Phoneutria, dar datele cu privire la pericolul pe care-l prezintă sunt puține.

În secolul al XX-lea au fost raportate peste 100 de decese umane cauzate de mușcătura păianjenilor. Acest număr nu este chiar așa de mare în comparație cu cel al meduzelor, care au provocat decesul a 1 500 de persoane. Multe cazuri presupuse de mușcături de păianjen pot reprezenta diagnostice incorecte, care ar face mai dificilă administrarea tratamentelor împotriva veninului.

### Beneficii aduse omului
Bucatele gătite din tarantule sunt considerate o delicatesă în Cambodgia și de către indienii Piaroa din sudul Venezuelei – cu condiția ca firele de păr extrem de iritante, mijlocul lor principal de apărare, sa fie eliminate preventiv.
Veninul păianjenilor poate fi o alternativă mai puțin poluantă la pesticide, deoarece el este  mortal pentru  insecte, dar inofensiv pentru marea majoritate a vertebratelor.
În medicină veninul păianjenilor este cercetat, pentru tratarea aritmiei cardiace, a bolii Alzheimer, a accidentelor vasculare cerebrale, și a disfuncțiilor erecției.
Deoarece mătasea de păianjen este atât de elastică și rezistență, în prezent se încearcă utilizarea ei în ingineria genetică și producerea ei pe cale sintetică
.

### Arahnofobia
Arahnofobia este o frică anormală față de păianjen și pânza acestuia. Este una dintre fobiile cele mai comune, iar unele statistici arată că 50 la sută din femei și 10 la sută din bărbați prezintă simptome ale acesteia. Această fobie poate fi un mecanism de protecție sau de origine socială, generată de filme.

### Păianjenii în simbolică și cultură
Păianjenii au fost mereu în centrul unor superstiții, povestiri și mitologii din diferite secole. Ei au simbolizat răbdarea, datorită modului lor de vânătoare, prin construcția pânzei și așteptarea prăzii. Ei au fost priviți și negativ, din cauza veninului mortal.

## Legăturiexterne
Materiale media legate de Păianjen la Wikimedia Commons